# Medicago ovalis
Medicago ovalis là một loài thực vật có hoa trong họ Đậu. Loài này được (Boiss.) Sirj. miêu tả khoa học đầu tiên.